# Петр (Москалёв)
Епи́скоп Пе́тр (в миру Павел Александрович Москалёв; род. 1 июля 1979, Шебекино, Белгородская область) — архиерей Украинской православной церкви Киевского патриархата, епископ Валуйский, викарий Белгородской епархии.

## Биография
В 1996 году завершил обучение в средней школе. Информация о его духовном или высшем светском образовании отсутствует.
Примкнул к Белгородско-Обоянской епархии Украинской православной церкви Киевского патриархата и 14 января 1997 года архиепископом Белгородским и Обоянским Иоасафом (Шибаевым) был рукоположён во диакона.
С 1997 по 1999 года проходил срочную службу в армии.
31 мая 2000 года архиепископом Белгородским и Обоянским Иоасафом (Шибаевым) был рукоположён в сан священника.
В феврале 2001 года назначен настоятелем Свято-Троицкого кафедрального собора в городе Обояни Курской области (Россия).
26 октября 2008 года архиепископом Иоасафом пострижен в монашество с наречением имени Петр в честь апостола Петра, а 2 ноября возведён в сан архимандрита. 26 ноября Священный синод Киевского патриархата определил архимандриту Петру (Москалёву) быть епископом Валуйским, викарием Белгородской епархии УПЦ КП. 12 декабря после Всенощного бдения во Владимирском кафедральном соборе Киева состоялось наречение архимандрита Петра во епископа Валуйского, викария Белгородской епархии. 13 декабря во Владимирском патриаршем кафедральном соборе Киева состоялась его архиерейская хиротония, которую совершили патриарх Киевский и всей Руси-Украины Филарет (Денисенко), архиепископ Белоцерковский Александр (Решетняк), архиепископ Белгородский и Обоянский Иоасаф (Шибаев), архиепископ Переяслав-Хмельницкий Димитрий (Рудюк), епископ Черкасский и Чигиринский Иоанн (Яременко), епископ Дрогобычский и Самборский Матфей (Шевчук), епископ Черниговский и Нежинский Иларион (Процик) и епископ Васильковский Евстратий (Зоря).
На 2016 год являлся руководителем двух юридически зарегистрированных организаций: Свято-Никольского прихода УПЦ КП в городе Шебекино и Свято-Духовского прихода Свободной Российской православной церкви в городе Валуйки.
15 декабря 2018 года в связи с ликвидацией УПЦ КП и её вхождением в новообразованную Православную церковь Украины вошёл в клир последней. К тому времени Белгородская епархия УПЦ КП насчитывали лишь три прихода. При этом структуры ликвидированного Киевского патриархата в России оказались в двусмысленном положении: устав ПЦУ не позволял последней иметь приходы вне границ Украины.
20 июня 2019 года в Киеве посетил созванный Филаретом (Денисенко) «поместный собор» по восстановлению Украинской православной церкви Киевского патриархата. Из епископов, кроме Петра (Москалёва), там были Филарет (Денисенко) и Иоасаф (Шибаев). «Собор» отмежевался от «так называемой ПЦУ». Православная церковь Украины назвала это событие «самовольными и неуставным собранием неопределённой группы неуполномоченных лиц».
24 июня 2019 года решением Священного синода ПЦУ наряду с Иоасафом (Шибаевым) «за активное участие в действиях, направленных на возмущение противостояния в церковной среде, сознательное противление соборным решением, нарушение 34 Апостольского правила, участие в осуществлении рукоположений в чужой епархии вопреки Уставу и каноническим правилам» был исключён из состава епископата Православной церкви Украины.
23 мая 2022 года Священным синодом ПЦУ лишён архиерейского и священнического сана, но епископ Петр не признал этого решения.